# Любимов, Неофит Порфирьевич
Неофи́т Порфи́рьевич Люби́мов (1846 — 1918) — протоиерей, настоятель Спиридоновской церкви на Козьем болоте, священномученик Русской православной церкви, в 2000 году включён в Собор новомучеников и исповедников Российских, в Собор Московских святых и в Собор Симбирских святых.

## Биография
Священномученик Неофит родился в 1846 году в селе Мордовские Липяги (Таборы) Самарского уезда Симбирской губернии (с 1851 г. — Самарская губерния, ныне г. Новокуйбышевск) в семье диакона Никольской церкви Порфирия Любимова.
Обучался в Самарском духовном училище и Самарской духовной семинарии. После окончании семинарии в 1870 году был послан на казённый счёт в Киевскую духовную академию, которую окончил в 1874 году со степенью кандидата богословия и с правом соискания степени магистра, не подвергаясь поверочному испытанию.
27 июля 1874 года определён в Симбирскую духовную семинарию на должность преподавателя гомилетики, литургики и практического руководства для пастырей Церкви.
С 1876 по 1882 год был преподавателем русского языка и гражданской истории в Симбирском епархиальном женском училище.
С 1879 года в течение семи лет состоял преподавателем русской словесности и педагогики в Мариинской женской гимназии.
С 1882 года был членом педагогического и распорядительного собрания правления семинарии.
С 1885 года служил законоучителем и инспектором классов того же училища. Преподавал также в Симбирском кадетском корпусе.
В 1885 году был рукоположен во священника к Введенскому храму епархиального училища.
С 14 апреля 1899 по 4 июня 1900 года работал преподавателем греческого языка в Симбирском духовном училище для выслуги пенсии. 14 апреля 1899 уволен с должности инспектора классов в епархиальном женском училище.
В начале 1900-х годов служил в церкви Всех Святых города Симбирска.
В 1902 году был назначен настоятелем московского храма Воскресения Словущего на Ваганьковском кладбище. В Москве он принимал активное участие в образовательных чтениях для фабрично-заводских рабочих, читал лекции для рабочих в Московском епархиальном доме.
В 1906 году был возведен в сан протоиерея.
В 1914 году был назначен настоятелем храма святителя Спиридона Тримифунтского на Козьем болоте.
В мае 1918 года был арестован зять протоиерея Неофита — православный миссионер Варжанский Николай Георгиевич. 13 июня отец Неофит написал письмо Ленину с просьбой освободить Николая Варжанского, но ответа на письмо не последовало.
21 июля 1918 года протоиерей Неофит, по предложению Александра Дмитриевича Самарина, отслужил в храме панихиду по «убиенном новопреставленном бывшем царе Николае». Вечером того же дня сотрудники ВЧК арестовали священника. Протоиерей Неофит был обвинён в «агитации против советской власти», в том, что «служил панихиду по „помазаннике Божием“ Николае Романове». 17 сентября 1918 года Президиум Коллегии отдела по борьбе с контрреволюцией из трех человек приговорил протоиерея Неофита к расстрелу.
Приговор был приведён в исполнение. Протоиерей Неофит Любимов погребён на Калитниковском кладбище в могиле, ныне безвестной.

## Семья
Живя в Симбирске, Неофит Порфирьевич обвенчался с Марией, дочерью купца города Ардатова Льва Ивановича Мурашкинцева, бывшего старостой ардатовского Троицкого собора. Впоследствии у супругов родилось трое детей. Младшая дочь, Зинаида, вышла замуж за миссионера Московской епархии Николая Юрьевича (Георгиевича) Варжанского.

## Канонизация
Священномученик Неофит Любимов канонизирован в августе 2000 г. на Архиерейском Соборе Русской Православной Церкви. День общецерковной памяти священномученика — 17/30 октября.

## Память
21 июля 2018 года состоялось открытие памятной доски в честь святого новомученика земли Симбирской Неофита Любимова. Она заняла место на стене Ульяновского областного клинического госпиталя ветеранов — бывшего Симбирского женского епархиального училища, где раньше преподавал Неофит Порфирьевич Любимов.

На вратах храма в честь всех Новомучеников и исповедников Симбирской земли в Спасском монастыре есть лик священномученика Неофита Любимова.

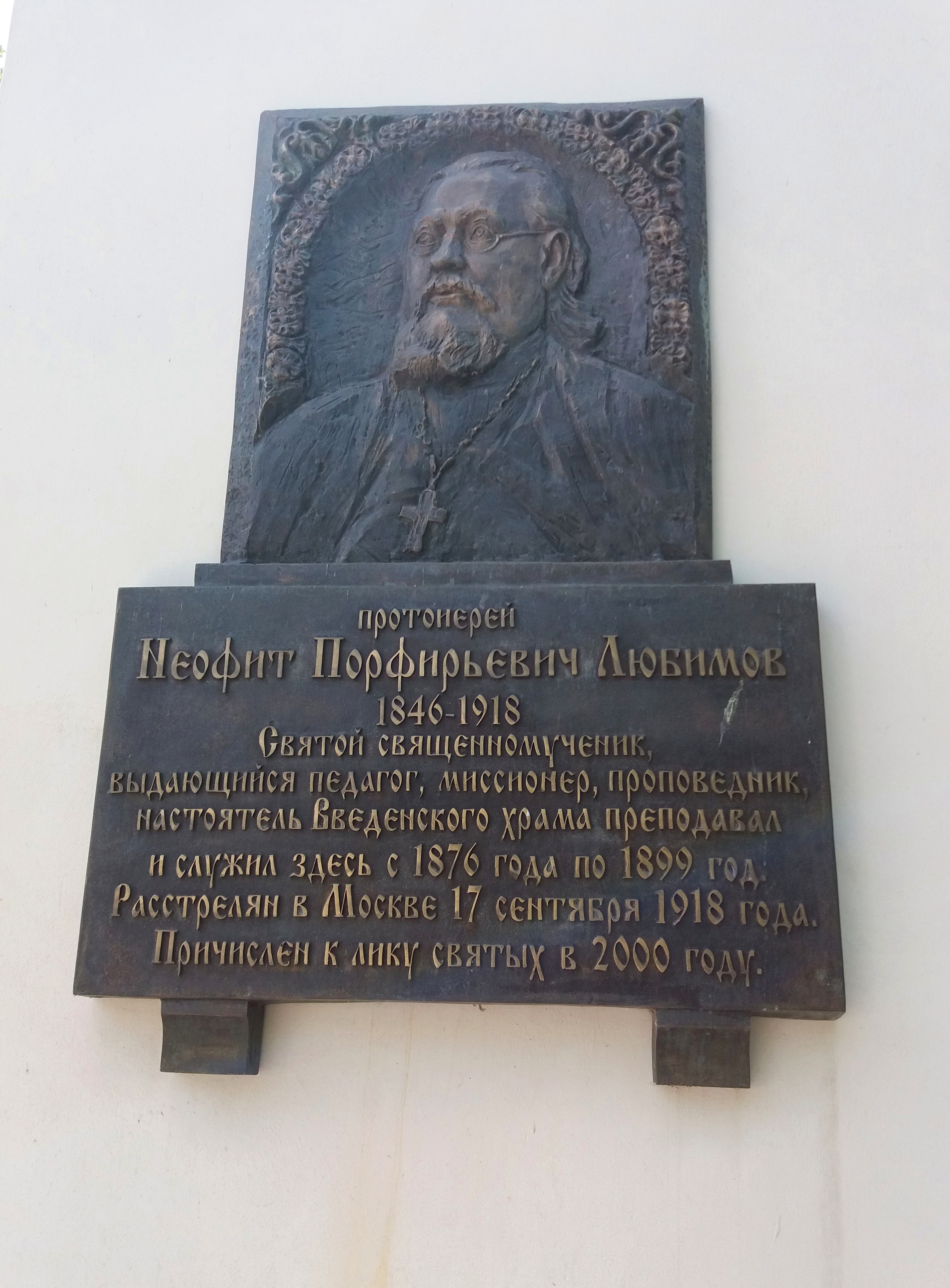
Мемориальная доска Неофиту Любимову.
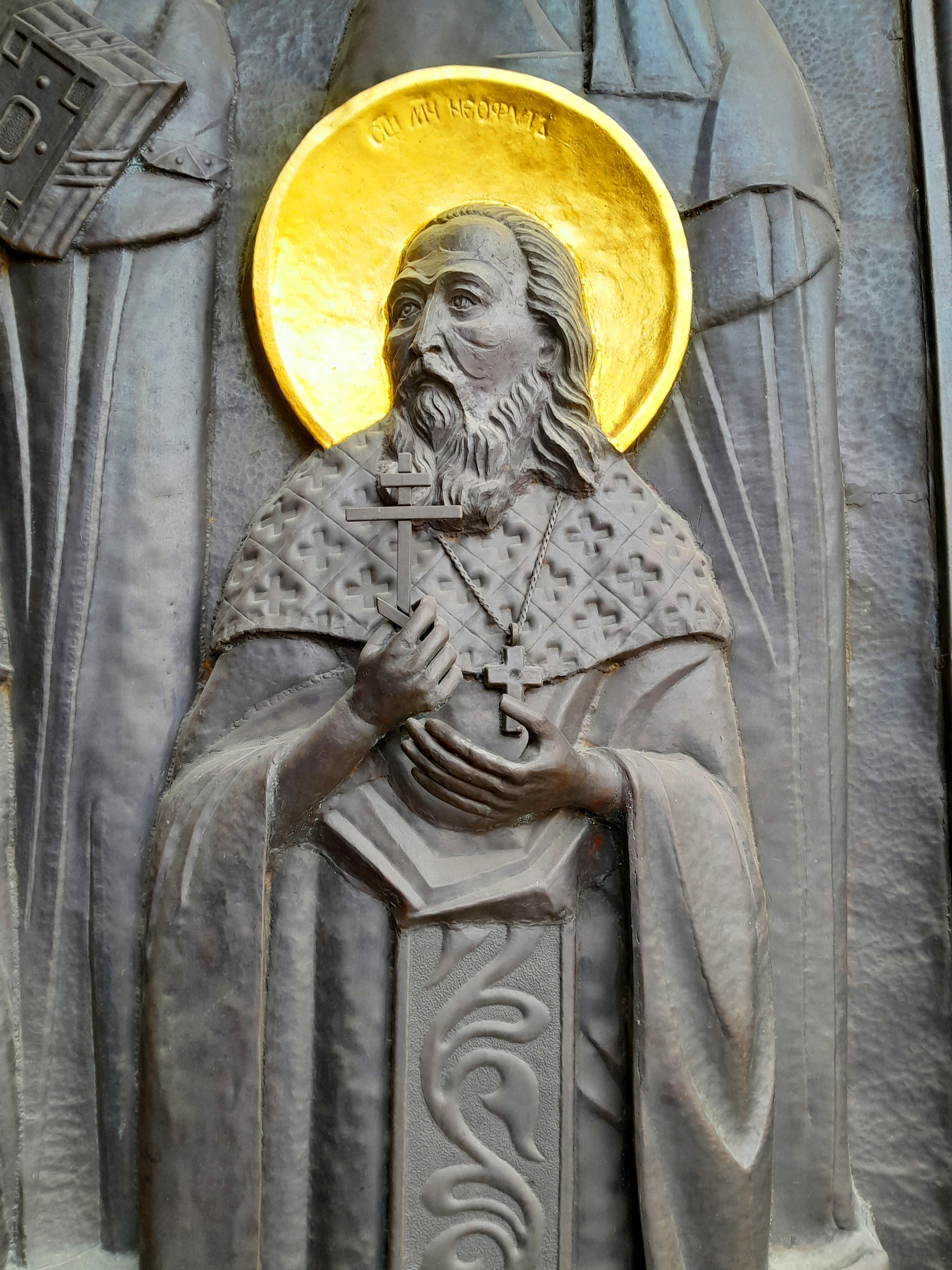
Лик Неофита Любимова на вратах монастыря.

## Сочинения
- О необходимости заниматься воспитанием детей самим матерям. Симбирск, 1894;
- О необходимости трудиться по учению слова Божия и соображениям человеческого разума. Симбирск, 1894;
- О заслугах свв. братьев Кирилла и Мефодия славянскому миру и нашему отечеству. Симбирск, 1895;
- Три поучения: О грехе осуждения пастырей церкви. О взаимном всепрощении — залоге нашего помилования. О значении храма для христианина с приглашением к пожертвованию на обновление приходской церкви, произнесенные во храме всех святых в г. Симбирске. Симбирск, 1901;
- О разумном усвоении истин веры и о разумном познании Бога в природе. М., 1903;
- Слова и речи. М., 1903;
- Рус. народная литература в её постепенном развитии под влиянием христианства: Лекции, чит. для рабочих в Епарх. доме в 1903 г. М., 1904;
- Власть самодержавная по учению слова Божия и правосл. Рус. Церкви. М., 1906;
- Чем можно утешить наших близких умерших. М., [1913];
- На кладбище. М., 1914.